# Хаями, Саори
Саори Хаями (яп. 早見沙織 Хаями Саори, род. 29 мая 1991, Токио) — японская сэйю и певица. Работает в компании I’m Enterprise.

## Биография
Саори Хаями родилась 29 мая 1991 года в Токио. Решение о выборе будущей профессии родилось у Хаями во время учёбы в начальной школе, но было вызвано совместным просмотром с матерью фильмов с участием Одри Хепбёрн в японском дубляже в более раннем возрасте. Саори заметила и после осознала, что озвучивание иностранных актёров не всегда совпадает с их мимикой, а также что аналогичные случаи встречаются в аниме-сериалах, и захотела попробовать свои силы в качестве сэйю. Хаями заинтересовалась тем, где можно получить специализированное образование, и узнала о школе при Японском институте актёрского мастерства, в которую набирали начиная с четвёртого класса. Выслушав мнение родителей, предупредивших Саори о трудности мира сэйю, Хаями не изменила своего решения и поступила в учебное заведение с первого класса средней школы. Одной из учителей Саори была сэйю Мики Нарахаси.
В марте 2006 года Хаями успешно прошла прослушивание в агентство I’m Enterprise. Первой работой на профессиональном уровне стало озвучивание персонажа Сумирэ Мидо в радиопостановке по франшизе «Мой милый робот», а в апреле 2007 года состоялся дебют в аниме-сериале Toka Gettan в роли Момоки Кавакабэ. В 2009 году Хаями впервые попробовала себя в качестве певицы, исполвнив в дуэте с Хитоми Ёсидой открывающую и закрывающую композиции для сериала Sora no Otoshimono. Впоследствии этот дуэт получил название blue drops.
В 2011 году Хаями начала карьеру радиоведущей в передаче Hayami Saori no Furi〜Suteiru♪ на интернет-радиостанции Cho! A&G+. В 2015 году Саори выпустила свой первый сингл — «Yasashi Kibo», который был открывающей композицией для аниме Snow White with the Red Hair. В конце августа того года песне удалось подняться на 11-е место чарта Oricon. В 2016 году эта песня вошла в состав её первого сольного альбома Live Love Laugh, поднявшегося сразу после выхода на 6 место чарта Oricon.
По итогам 2015 года Саори Хаями была удостоена премии Seiyu Awards в номинации «Лучшая женская роль второго плана» за озвучивание Ёцуги Ононоки в Owarimonogatari и Харуки Огасавары в Sound! Euphonium.

## Фильмография

### Аниме
2007
- Toka Gettan — Момока Кавакабэ[3]
- Clannad — ученица (1 серия)
- Ghost Hound — ученица начальной школы (12 серия)

2008
- Shigofumi: Letters from the Departed — возлюбленная (5 серия)[11]
- Wagaya no Oinarisama. — Ко[12]
- Sekirei — Мусуби[13]
- Monochrome Factor — учащаяся (21 серия)

2009
- 07-Ghost — Разетта
- Basquash! — Виолет[14]
- Hatsukoi Limited — учащаяся А (5 серия)
- Higashi no Eden — Саки Морими
- Sasameki Koto — Тидзука Нисикиги
- Sora no Manimani — Саё Ярай[15]
- Sora no Otoshimono — Икарос
- Pokémon Diamond and Pearl — Лулу

2010
- Bakuman — Михо Адзуки
- Katanagatari — Кося Сараба
- Ladies versus Butlers! — Суиран Фо
- MM! — Арасико Юно
- Oreimo — Аясэ Арагаки
- Sekirei ~Pure Engagement~ — Мусуби
- Sora no Otoshimono: Forte — Икарос
- Star Driver: Kagayaki no Takuto — Вако Агэмаки

2011
- Ano Hi Mita Hana no Namae o Bokutachi wa Mada Shiranai. — Тихиро Цуруми
- Bakuman 2 — Михо Адзуки
- Kami nomi zo Shiru Sekai II — Хакуа
- Mawaru Penguindrum — Асами Кухо
- Mobile Suit Gundam AGE — Юрин Л’Сиель
- Sket Dance — Огура Мэгуми (подписана как Михо Адзуки)
- Towa no Quon — Кири

2012
- Bakuman 3 — Михо Адзуки
- Beelzebub — Исафую Касино
- Fairy Tail — Кагура Микадзути
- Hyouka — Кахо Дзюмодзи
- Initial D Fifth Stage — Мика Уэхара
- Nisemonogatari — Ёцуги Ононоки
- Sword Art Online — Сати
- Tari Tari — Сава Окита

2013
- Kami nomi zo Shiru Sekai III — Хакуа
- Oreimo 2 — Аясэ Арагаки
- RDG Red Data Girl — Идзумико Судзухара[16]
- Yahari Ore no Seishun Love Come wa Machigatteiru — Юкино Юкиносита

2014
- Buddy Complex — Хина Юмихара
- Glasslip — Янаги Такаяма
- Girl Friend Beta — Харука Кадзэмати
- Gochuumon wa Usagi Desuka? — Мидори Аояма (Блю Маунтин)
- Initial D Final Stage — Мика Уэхара
- Kamigami no Asobi — Юи Кусанаги
- Mahouka Koukou no Rettousei — Миюки Сиба
- Mangaka-san to Ashisutanto-san to — Сахото Асису
- Noragami — Цую
- Saki: The Nationals — Комаки Дзиндай[17]
- Soul Eater Not! — Аня
- Toaru Hikuushi e no Koiuta — Шарон Моркоз
- Tsukimonogatari — Ёцуги Ононоки
- «Твоя апрельская ложь» — Эми Игава

2015
- Akagami no Shirayukihime — Сираюки
- Danjon ni Deai o Motomeru no wa Machigatteiru Darou ka — Рю
- Gunslinger Stratos — Людмила
- Hero Bank — Маса Осорэя
- Hibike! Euphonium — Харука Огасавара[18]
- Joukamachi no Danderaion — Карэн Аюгасэ
- Magical Girl Lyrical Nanoha ViVid — Гинга Накадзима
- Minna Atsumare! Falcom Gakuen SC — Эмма
- Owari no Seraph — Синоа Хираги[19]
- The Idolmaster Cinderella Girls — Каэдэ Такагаки
- Unlimited Fafnir — Хонока Татикава
- Yahari Ore no Seishun Love Come wa Machigatteiru. Zoku — Юкино Юкиносита
- Yamada-kun to 7-nin no Majo — Урара Сираиси

2016
- Hibike! Euphonium 2 — Харука Огасавара
- Mahou Shoujo Ikusei Keikaku — Нана Набутаэ
- Maho Girls PreCure! — Ха-тян / Котоха Ханами / Кюа Фелис
- Musaigen no Phantom World — Рэйна Идзуми
- Shuumatsu no Izetta — Фааэн

2017
- Boruto: Naruto Next Generations — Химавари Удзумаки
- Fate/Apocrypha — Аталанта

2018
- Darling in the Franxx — Кокоро / Код 556
- Sora Yori mo Tooi Basho — Юдзуки Сираиси

2019
- Astra Lost in Space — Юнь-Хуа Лу[20]
- Demon Slayer: Kimetsu no Yaiba — Синобу Котё
- Egao no Daika — Стелла Шайнинг
- One Punch Man 2 — Фубуки
- Welcome to Demon School! Iruma-kun — Амэри Азазель
- «Восхождение Героя Щита» — Тереза Александрита

2020
- BOFURI: I Don’t Want to Get Hurt, so I’ll Max Out My Defense. — Касуми
- By the Grace of the Gods — Элиза
- Fire Force Season 2 — марионеточница
- Maoujou de Oyasumi — рассказчица, королева
- Mahouka Koukou no Rettousei Raihousha-hen — Миюки Сиба
- My Next Life as a Villainess: All Routes Lead to Doom! — Мария Кэмпбелл
- Somali and the Forest Spirit — Удзой
- Tsugu Tsugumomo — Охи Ориобана
- Uzaki-chan wa Asobitai! — Цуки Удзаки
- Yahari Ore no Seishun Love Come wa Machigatteiru. Kan — Юкино Юкиносита

2021
- Battle Athletes Victory ReSTART — Яна Кристофер
- Mahouka Koukou no Yuutousei — Миюки Сиба
- SK∞ the Infinity — Эмма
- Tsukimichi: Moonlit Fantasy — Эмма

2022
- Black Rock Shooter: Dawn Fall — Dead Master[21]
- «Семья шпиона» — Йор Форджер
- Urusei Yatsura — Оюки
- Heroines Run the Show: The Unpopular Girl and the Secret Task — Чизуру Накамура

TBA
- Giji Harem — Рин Нанакура

### OVA/ONA
- Air Gear: Kuro no Hane to Nemuri no Mori — Яёй Накаяма
- «Мой милый робот» — Сумирэ Мидо[22][23]
- «Терминатор Зеро» — Мисаки

### Drama CD
- «Чудовище за соседней партой» — Тидзуру Осима

### Видеоигры
- Ace Combat 7: Skies Unknown - Ионела
- Arknights - Праманика
- Azur Lane — Симакадзэ
- Azur Lane: Crosswave (PlayStation 4, PC) — Симакадзэ
- Genshin Impact — Аяка Камисато
- Girls' Frontline[англ.] — Vector
- Girls' Frontline 2: Exilium — Vector
- Loveplus (Nintendo DS) — Таканэ Манака
- Marvel vs. Capcom 3: Fate of Two Worlds (Xbox 360, PlayStation 3) — Лей-Лей / Хсиень-ко
  - Ultimate Marvel vs. Capcom 3 (Xbox 360, PlayStation 3, PlayStation Vita) — Лей-Лей / Сиень-ко
- Memories Off: Yubikiri no Kioku (Xbox 360) — Сиина Кодо
- Metaphor: ReFantazio — Хюлькенберг
- Sora no Otoshimono Forte: Dreamy Season (Nintendo DS) — Икарос
- Sora no Otoshimono Forte: Heart-Throbbing Summer Vacation (PlayStation Portable) — Икарос
- Tales of Xillia (PlayStation 3) — Лейла Роландо
- Tales of Xillia 2 (PlayStation 3) — Лейла Роландо
- Shining Blade (PlayStation Portable) — Эльмина
- Rune Factory 4 (Nintendo 3DS) — Пико
- Project X Zone (Nintendo 3DS) — Лей-Лей / Сиень-ко
- Kantai Collection — Граф Цеппелин, Хагикадзэ
- Fate/Grand Order — Аталанта, Святая Марта, Усивакамару
- Bloodborne (PlayStation 4) — Кукла, Леди Мария (Bloodborne: The Old Hunters)
- Fitness Boxing (Nintendo Switch) — Лин[24]

### Анимационные фильмы
- Eden of the East the Movie I: The King of Eden — Саки Морими
- Eden of the East the Movie II: Paradise Lost — Саки Морими
- Sailor Moon Crystal — Тайки Ко / Звёздный Сейлор Творец
- Gekijouban Hibike! Euphonium ~Kitauji Koukou Suisougakubu e Youkoso~ — Харука Огасавара
  - Также Todoketai Melody и Chikai no Finale
- Naruto Shippuden: The Lost Tower — Сара
- NARUTO: Boruto — Химавари
- Sora no Otoshimono the Movie: The Angeloid of Clockwork — Икарос
- «Форма голоса» — Сёко Нисимия

### Дубляж
- RWBY — Руби Роуз